# Трииодгерман
Трииодгерман — неорганическое соединение, германиевый аналог иодоформа с формулой GeHI3, жёлтые кристаллы.

## Получение
- Действие иодистого водорода на смесь оксидов германия(II) и германия(IV):

{\displaystyle {\mathsf {GeO+GeO_{2}+8HI\ {\xrightarrow {}}\ 2GeHI_{3}+I_{2}+3H_{2}O}}}

## Физические свойства
Трииодгерман образует жёлтые кристаллы.

## Химические свойства
- При незначительном нагревании разлагается:

{\displaystyle {\mathsf {GeHI_{3}\ {\xrightarrow {40^{o}C}}\ GeI_{2}+HI}}}